# Шишмарёвский переулок
Шишмарёвский переулок — переулок в Приморском районе Санкт-Петербурга. Пролегает между Приморским проспектом и Школьной улицей.

## История
Название, которое носит с 1883 года, получил по имени крупного домовладельца штабс-капитана Шишмарёва, в середине XIX века владевшего дачей и небольшой усадьбой вблизи этого места (Приморский проспект, 87). Его именем также называлась проходившая рядом Шишмарёвская улица, в 1950-е годы вошедшая в застройку Приморского проспекта и улицы Савушкина.

## Архитектура

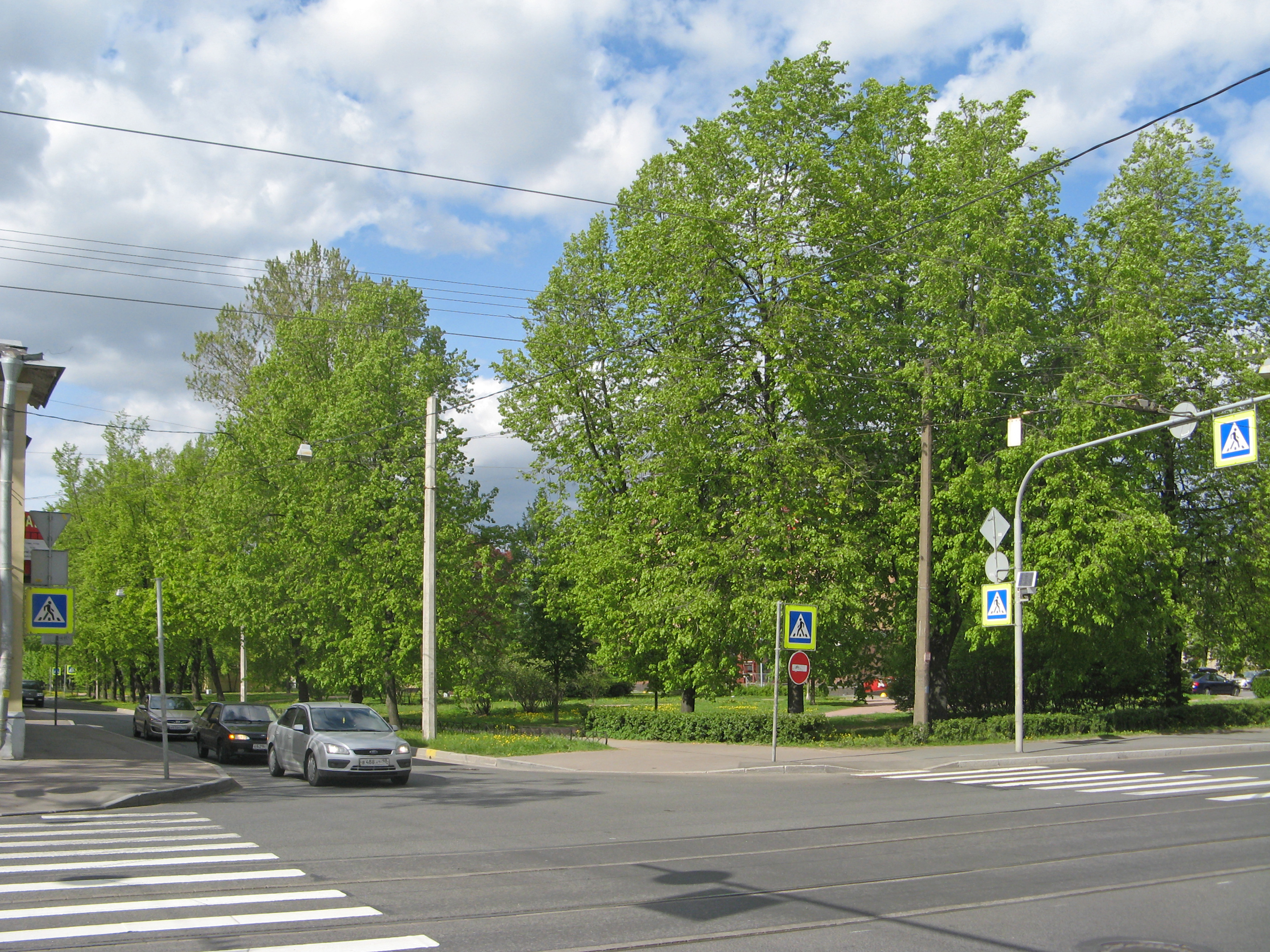
Перекрёсток с улицей Савушкина

Застраивался в конце 1940-х — начале 1950-х годов. Дома строили пленные немцы. Эти здания представляли собой маленькие дома высотой в 2—3 этажа со своеобразными украшениями. Окрашивались они, как правило, в жёлтый, розовый, светло-зелёный или светло-голубой цвет. Оригинальным образом выполнялись кронштейны для балконов и козырьков перед подъездами — малого размера, тонкие, с завитками на конце. Под крышей обычно делались чердаки с круглыми слуховыми окнами. На Школьной улице такие дома имеются в середине улицы на участке между Шишмарёвским и Серебряковым переулками. Аналогичные дома строились на соседних улицах — Савушкина, Дибуновской и Школьной.

## Пересечения
- улица Савушкина
- Дибуновская улица
- Школьная улица

## Транспорт
Ближайшая к Шишмарёвскому переулку станция метро — «Чёрная речка» 2-й (Московско-Петроградской) линии.